# Anthicus barbatus
Anthicus barbatus är en skalbaggsart som beskrevs av Werner 1964. Anthicus barbatus ingår i släktet Anthicus och familjen kvickbaggar. Inga underarter finns listade i Catalogue of Life.